# 外高橋保税区南駅
外高橋保税区南駅（がいこうきょうほぜいくなん-えき）は中華人民共和国上海市浦東新区に位置する上海地下鉄6号線の駅である。

## 駅構造
- 相対式ホーム2面2線の高架駅。

## 歴史
- 2007年12月29日 - 開業。

## 隣の駅
■上海地下鉄6号線
航津路駅 - 外高橋保税区南駅 - 洲海路駅